# Felix Salten
Felix Salten, Salzmann Zsigmond (Pest, 1869. szeptember 6. – Zürich, 1945. október 8.) magyar származású osztrák író. Nevét 1923-ban írt munkája, a Bambi tette világhírűvé. Németországban 1936-ban betiltották a könyveit. Két évvel ezután Bécsből menekülnie kellett és a svájci Zürichbe költözött.

## Fiatalsága
Siegmund Salzmann néven született Pesten, majd háromhetes korában családja Bécsbe költözött. Apja, Salzmann Fülöp, a pesti sürgöny iroda ügykezelője, anyja Singer Mária. A 19. század végén több más zsidó család is kivándorolt Magyarországról Ausztriába, miután 1867-től ott lehetőségük nyílt a teljes állampolgárság elnyerésére. Amikor apja csődbe jutott, kénytelen volt iskoláit korán abbahagyni és munkába állni egy biztosítási irodában. Emellett versekről és könyvekről írt ismertetőket újságokban. Közben csatlakozott a Fiatal Bécs Körhöz(de). Bécsben felvették a „Zur Wahrheit” nevű szabadkőműves páholyba.

## Munkássága
1887-től hírlapíró Bécsben; 1890-től 1892-ig szerkesztője volt az Allgemeine Kunst-Chroniknak, melybe az irodalmi rovatot is írta; azután a Wiener Allgemeine Zeitung szerkesztőségébe lépett. Ezeken kívül munkatársa volt a Frankfurter Zeitung, Neue Illustrirte Zeitung, a Gartenlaube és a Freie Bühnenek. 
1902-ben Émile Zoláról írt nekrológja ismertette meg nevét a szélesebb irodalmi körökkel, majd hamarosan elismert kritikusként teljes munkaidőben jelentetett meg művészeti és színházi kritikákat a bécsi sajtóban. 1901-ben megalapította Bécs első, de rövid életű irodalmi kabaréját. 1900-ban publikálta első, rövid történetekből álló gyűjteményét. Ezután majd minden évben publikált valamilyen művet, novella- és esszégyűjteményt, utazási könyvet, regényt. Továbbra is jelentetett meg írásokat szinte az összes fontosabb bécsi lapban. 1925-ben elnöke lett az osztrák P.E.N. klubnak, mely tisztséget 1934-ig viselte.
Leghíresebb munkája a Bambi, melyet 1923-ban írt. 1928-ban fordították angolra. Az angol fordítást Thomas Mann ajánlotta a rajzfilmkészítő Walt Disney figyelmébe. 1933-ban 1000 dollárért eladta a megfilmesítési jogot Sidney Franklin rendezőnek, aki később továbbadta a Walt Disney stúdiónak. 1942-ben került a mozikba az írása alapján készített film. Később még írt más regényeket is a Bambi szereplőivel, többek közt a Bambi gyermekei-t és egy mókus életéről szóló regényt, a Perri-t.
Az állatregényeken kívül más műfajokban is megfordulhatott, egy névtelenül írt pornográf regényt neki tulajdonítanak, ami Magyarországon Josefine Mutzenbacher: Egy kis bécsi kurva emlékezései címmel jelent meg.
Ottilie Metzl színésznővel kötött házasságából két gyermeke született, Paul és Anna-Katherina. Az 1930-as években a nácizmus előretörése miatt egyre veszélyesebbé vált az életük, Adolf Hitler 1936-ban betiltotta könyveit. Két évvel ezután Bécsből a svájci Zürichbe költözött, majd haláláig ott élt.

## Magyarul megjelent művei
- Művészek feleségei; ford. Rózsa Géza; Lampel, Bp., 1911 (Magyar könyvtár)
- Frohgemuth Olga. Egy színésznő regénye; ford. Pajzs Elemér; Tevan, Békéscsaba, 1918
- Bambi. Regény; ford. Fenyő László; Pantheon, Bp., 1929 (A kiválasztottak)
- A szőnyeg. Egy és más a szőnyegekről, e nélkülözhetetlen iparcikk minden barátjának ajánlva; ford. Herczeg Géza; Fischer, Wien, 1930
- Flórián; ford. Sz. Sőtér Gyuláné; Franklin, Bp., 1937 (Külföldi regényírók)
- Perri. Egy mókus regénye; ford. Dormándi László; Pantheon, Bp., 1938
- Bambi gyermekei. Történet az erdőről és lakóiról; ford. Juhász Vilmos; Pantheon, Bp., 1940
- Renni. Egy szanitéckutya története; ford. Juhász Vilmos; Pantheon, Bp., 1941
- Tizenöt nyulacska. Sorsok erdőn, mezőn. Regény; ford. Kassai Zoltán; Griff, Bp., 1943
- Jó pajtások. Történetek állatokról, erdőről, mezőről; ford. Kassai Zoltán; Griff, Bp., 1944
- Veronka kedves; ford. Kondor László; Halász, Bp., 1946
- Amiről az erdő mesél; ford. Kassai Zoltán; Magyar Téka, Bp., 1947
- Legszebb mesék; ford. Palotai Boris; Athenaeum, Bp., 1948
- Bambi. Erdei élettörténet; ford. György Ferenc; Szlovákiai Szépirodalmi Kiadó, Bratislava, 1957
- Bambi gyermekei; ford. György Ferenc; Móra, Bp., 1968
- Bambi gyermekei; ford. Stark Ferenc; Móra, Bp., 1992
- Hopsz és társa; ford. Kassai Zoltán, átdolg. Dibás Gabriella; Gulliver, Bp., 1992
- Bambi. Erdei történet; ford. Nádori Lídia; Móra, Bp., 2013
- Bambi; újra elmesélte Elke Leger, ford. Kincses Edit; Ciceró, Bp., 2016 (Klasszikusok kisebbeknek)
- Bambi; ford. Tekei Erika; Roland, Bp., 2016 (Olvastad már?)
- Renni. Egy mentőkutya története. Regény; ford. Juhász Vilmos; K.u.K., Bp., 2016
- Bambi; Bookman, Héderfája, 2017

### Egyéb
- Bambi. Felix Salten meséje alapján; ill. Walt Disney; Mladost, Zagreb 1960 – képes mesekönyv
- Chászárné Simon Aliceː Olvasmánynapló Felix Salten Bambi című regényéhez; Nemzeti Tankönyvkiadó, Bp., 1997 (Olvasmánynapló-sorozat)